# Le Groupement (equip ciclista)
L'equip Le Groupement va ser un equip ciclista francès que competí professionalment entre el gener i el juny de 1995. Entre el ciclistes més destacats que hi van militar hi ha noms com Luc Leblanc, Pascal Lino o Jean-Paul van Poppel.

## Principals resultats
- Gran Premi d'Obertura La Marseillaise: Stéphane Hennebert (1995)

### A les grans voltes
- Volta a Espanya
  - 0 participacions

- Tour de França
  - 0 participacions

- Giro d'Itàlia
  - 0 participacions